# Chionea kanenoi
Chionea kanenoi là một loài ruồi trong họ Limoniidae. Chúng phân bố ở miền Cổ bắc.